# Прісцилла Ачапка
Прісцилла Мбарумун Ачакпа — нігерійська екологічна активістка. Вона є засновницею та глобальним президентом Програми захисту довкілля жінок (WEP), яка надає жінкам стійкі рішення повсякденних проблем. Перед цим вона була виконавчим директором WEP.
У Раді співпраці з водопостачання та санітарії Ачакпа займає посаду Національної координаторки Нігерії. Вона є головою правління Фонду розширення прав і можливостей молоді Абаагу. В Екологічній програмі ООН її обрали співпосередницею.

## Раннє життя та освіта
Ачакпа вийшла заміж у 16 років, стала матір'ю трьох дітей. Її чоловік помер, залишивши її молодою вдовою. Сім'я чоловіка позбавила її спадщини, і вона вступила до школи за спеціальністю «Дослідження розвитку», «Бізнес-адміністрування та менеджмент», а потім — аспірантуру з менеджменту та ділового адміністрування та за спеціальністю «Дослідження розвитку». Вона отримала ступінь доктора філософії з Університету бізнес-інженерії та менеджменту в Баня-Луці та професійний сертифікат Школи бізнесу Гарвардського університету.

## Кар'єра
З 1989 по 2001 рік Ачакпа працювала в Savannah Bank і, щоб стати активісткою охорони навколишнього середовища для довгої кар'єри в громадській роботі, почала читати курси з екологічних проблем. Основним фокусом її роботи є необхідність включення гендерних питань у планування та управління водними ресурсами. Вона працювала делегаткою від Нігерії у Жіночому комітеті, а також виступила від Жіночого та гендерного виборчого округу на саміті ООН з питань клімату. Ачакпа була обрана співпосередницею «Основної жіночої групи» Програми ООН з навколишнього середовища. На цій посаді вона консультувала національні жіночі мережі щодо екологічної політики та процедур та заходів ООН, а також працювала зі збору коштів для головної жіночої групи. Вона є головою правління Фонду Абаагу з розширення прав і можливостей молоді та соціальної реінтеграції.
Ачакпа є засновницею і глобальним президентом (колишній виконавчий директор) неурядової організації «Жіноча екологічна програма» (WEP), яка вплинула на жінок, надаючи стійкі рішення повсякденних проблем. Основна увага WEP приділяється зміні клімату. Вони мають офіси в Нігерії, Буркіна-Фасо, Того, США. У 2012 році Ачакпа брала участь у переговорах на Конференції ООН зі сталого розвитку (Ріо+20); її основним внеском було додавання гендеру як ключового важливого компонента в цілі сталого розвитку. Вона виступала на асамблеї ООН у Найробі про важливість прав жінок у зв'язку з екологічною активністю.
Ачакпа також займає посаду Національної координаторки для Нігерії у Раді співпраці з водопостачання та санітарії (WSSCC), філії Управління ООН з обслуговування проектів (UNOPS).
У 2015 році журнал Vogue опублікував про її в статті на Конференції ООН зі зміни клімату 2015 року, яка назвала її однією з 13 «грізних жінок, які ідуть цим шляхом».

## Нагороди та відзнаки
З 2013 року Ачакпа є членом фонду Ашоки. Її назвали «Еко-героїнею» німецький Deutsche Welle та нігерійський телеканал Channels Television. Вона отримала нагороду за екологічні інновації від Deutsche Welle. Нобелівська жіноча ініціатива згадала Ачакпу як видатну активістку.